# Atlas historyczny
Atlas historyczny – zbiór map o tematyce historycznej. Przedstawiają one zazwyczaj historyczne podziały polityczne świata, zmiany terytorialne państw, obrazują przebieg wojen i bitew.
Zobacz też:
- atlas geograficzny
- geografia historyczna